# Morti nel 1518
| Questa pagina contiene informazioni ricavate automaticamente dalle voci biografiche con l'ausilio del template Bio e di un bot. L'aggiornamento è periodico e automatico e ricostruisce completamente la pagina. Se manca una persona in questa lista, sei pregato di non aggiungerla, ma accertati piuttosto che la sua voce biografica contenga il template Bio e che i dati anagrafici siano correttamente compilati. Se il template Bio manca, inseriscilo tu stesso o, in alternativa, metti l'avviso {{tmp\|Bio}} che ne segnala la mancanza. Se i dati riportati sono sbagliati, correggi direttamente la voce biografica; le modifiche saranno visibili in questa lista entro pochi giorni. Per chiarimenti vedi il progetto biografie. La lista contiene solo le 29 persone che sono citate nell'enciclopedia e per le quali è stato implementato correttamente il template Bio. Pagina aggiornata al 10 ago 2025. |

- 10 gennaio - Egidio da Laurenzana, religioso italiano
- 1º febbraio - Guido Mazzoni, scultore italiano (n. 1450)
- 5 febbraio - Francisco de Remolins, cardinale e arcivescovo cattolico spagnolo (n. 1462)
- 29 marzo - Bandinello Sauli, cardinale e vescovo cattolico italiano (n. 1484)
- 13 aprile - Filippo Calandri, matematico italiano (n. 1468)
- 16 maggio - Dorothy Wadham, inglese
- 1º luglio - Bartolino da Terni, condottiero italiano (n. 1431)
- 16 agosto - Loyset Compère, cantore e compositore francese
- 20 agosto - Francesco Maturanzio, umanista e letterato italiano (n. 1443)
- 26 agosto - Giberto VII da Correggio, politico e condottiero italiano
- 27 agosto - Giovanna d'Aragona, regina italiana (n. 1479)
- 30 agosto - Filippo Beroaldo il Giovane, umanista e bibliotecario italiano (n. 1472)
- 6 settembre - Francesco Torelli, nobile
- 17 settembre - Niccolò Pandolfini, cardinale e vescovo cattolico italiano (n. 1440)
- 4 ottobre - Guglielmo IX del Monferrato, marchese (n. 1486)
- 20 novembre - Pierre de La Rue, compositore fiammingo (n. 1452)
- 26 novembre - Vannozza Cattanei, italiana (n. 1442)
- 5 dicembre - Gian Giacomo Trivulzio, nobile, militare e politico italiano (n. 1442)
- Aruj Barbarossa, corsaro albanese (n. 1474)
- Antonio Brancaccio, vescovo cattolico italiano
- Benedetto Capilupi, diplomatico italiano (n. 1461)
- Giovanni da Empoli, mercante e viaggiatore italiano (n. 1483)
- Michele Hamzić, pittore croato
- Domenico Morone, pittore e miniatore italiano
- Pellegrino Prisciani, teorico dell'architettura, astronomo e astrologo italiano
- Francesco Pucci, politico italiano (n. 1437)
- Raffaele di Ceva, vescovo cattolico italiano
- Carlo III Tocco, nobile
- Costanza da Montefeltro, nobile italiana (n. 1466)